# 한국의 선불교

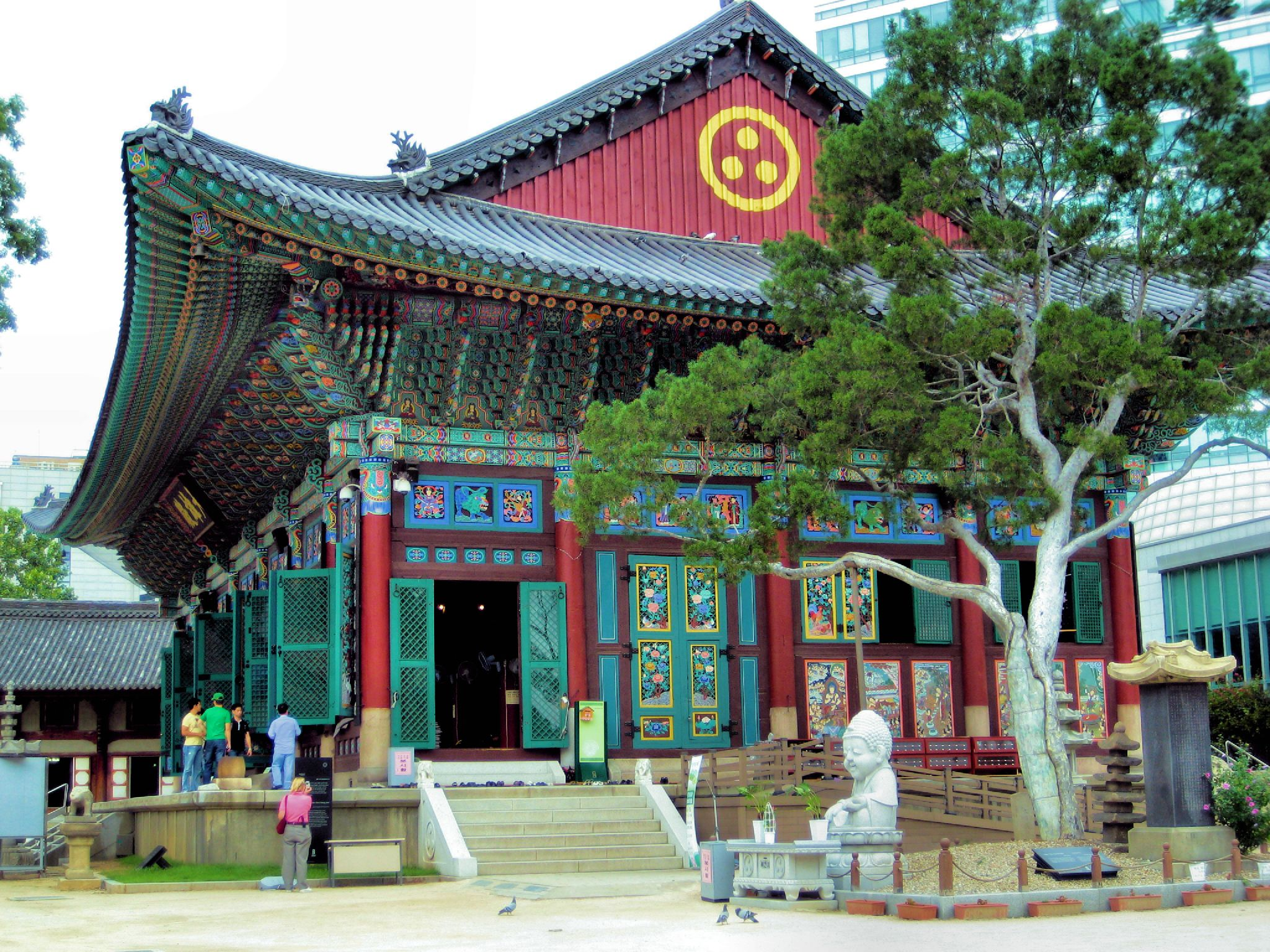
대한민국 서울에 위치한 조계사

한국의 선불교(禪佛敎)는 한국에서 발견되는 가장 흔한 유형의 불교이다. 대승불교의 종파 가운데 하나인 선불교의 대표적인 특징은 간화선(看話禪)이라는 명상법을 사용한다는 점이다. 고려 시대의 승려인 지눌은 1205년에 선불교의 명상법을 부분적으로 받아들였다. 선불교에서 화두(華頭)는 자연스러운 각성 상태를 구현하는 전달이다. 지눌은 승려들이 모든 신조와 이론을 망각한 채 배우고 난 후에 본생해야 한다는 사교입선(捨敎入禪)이라는 교리를 설파했다. 지눌의 교리 안에서 화두는 일상생활에서 의미 있는 진리의 목격이다.

## 역사

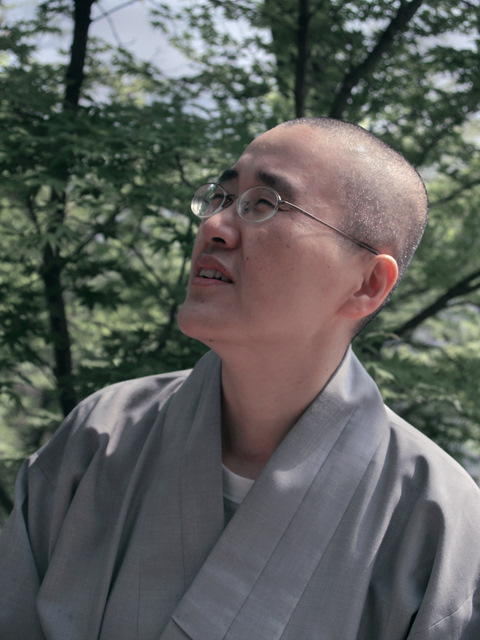
대한민국 서울에서 활동하는 선불교 비구니

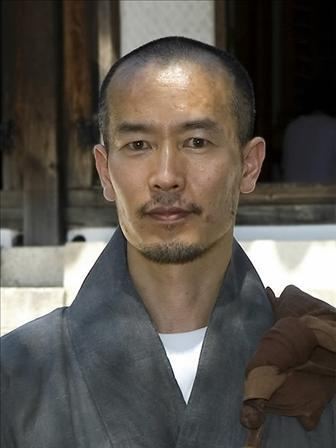
대한민국의 선학교에서 활동하는 선불교 비구

고려 시대의 승려인 지눌은 한국의 불교에 큰 영향을 끼쳤다. 그는 송나라의 선불교 전통을 보여주는 책을 집필하고 국왕에 의해 국사(國師, 국가의 스승)이자 조언자로 임명된 최초의 승려였다. 이러한 선불교 전통은 태고국사 보우(太古國師 普愚)가 그의 불법을 고려에 전한 이후에 오늘날까지 잘 보존되고 있다.
조선 왕조는 유교 이념 때문에 불교를 탄압했다. 그러한 탄압에도 불구하고 휴정은 선불교의 관점에서 조선의 3대 종교인 선불교, 유교, 도교에 관한 글을 집필했고 법의 전승을 이어 받았다. 1592년부터 1598년 사이에 일어난 임진왜란 시기에 동안 휴정과 유정은 승려들로 구성된 의병대를 지휘하고 외교에 참여했다.
한국이 일본의 식민지가 된 이후에 대부분의 승려들은 강제로 혼인을 하게 되었는데 이것은 정화 행위까지 약 40년 동안 지속되었다. 그 시기 동안에 경허나 만공과 같은 승려들은 법의 전승을 살려두었다.
21세기에는 소수의 불교도가 남긴 "남진제 북송담"(南眞際 北松潭, 남쪽으로는 진제선사, 북쪽으로는 송담)은 한국의 선불교 전통에서 잘 알려진 구절이다. 그 외의 승려로는 숭산, 대원이 있다.

### 통일신라 (668년 ~ 935년)

#### 선불교의 한국 전파
선불교는 통일신라(668년 ~ 935년) 시대에 전해졌다. 신라의 승려인 법랑(法朗, 생몰년 미상)은 당나라에서 중국 선종(禪宗)의 제4조인 도신(道信, 580년 ~ 651년)로부터 불교의 교리를 배웠고 한국에 처음으로 선불교의 가르침을 전파하게 된다. 또한 법랑은 신행(愼行, 704년 ~ 779년)에게 선불교의 가르침을 전파했는데 신행은 중국 선종의 동산법문(東山法門)에 속했던 승려인 신수(神秀, 생년 미상 ~ 706년)의 후계자인 보적(普寂, 651년 ~ 739년)으로부터 불교의 교리를 배웠다. 선불교는 9세기 초반에 도의(道義, 생년 미상 ~ 825년)에 의해 더욱 대중화되었다.

#### 구산문
선불교는 점차 신라로 전파되었는데 주로 화엄종과 유가행파 계열에 속해 있던 승려들이 마조도일(馬祖道一)과 그의 제자들이 속해 있던 종파인 홍주종(洪州宗), 의현(義玄)이 속한 종파인 임제종을 배우기 위해 중국을 여행하기 시작했기 때문이다. 마조도일의 후계자들에게는 수많은 신라인 학생들이 있었는데 그들 가운데 몇몇은 신라로 돌아와 그들의 지도적인 제자들과 함께 여러 산사에 그들만의 종파를 세웠다.
처음에 이 종파들의 수는 9개로 고정되어 있었는데 그 당시에 선불교는 구산문(九山門)이라고 불렀다. 이 중 8개는 마조도일 계열이었는데 마조도일 또는 그의 뛰어난 제자들 가운데 한 사람과의 관계를 통해 설립되었기 때문이다. 유일한 예외는 고려 시대의 승려인 이엄이 세운 수미산문인데 이들은 조동종(曹洞宗)에서 발전했다.
당나라에서 백장회해의 가르침을 받은 도의가 세운 가지산문(迦智山門)은 한국 선불교의 1번째 종파로 여겨지고 있다. 구산문은 826년에 조계종이라는 이름을 채택했다. 구산문에 대한 첫 번째 기록은 1084년부터이다.

### 고려 시대 (918년 ~ 1392년)

#### 긴장
11세기에 이르러 선불교는 고려에 자리를 잡았다. 선불교는 기존의 오교(五敎, 계율종·법상종·법성종·열반종·원융종)와 그들의 경전적 강조점과 구별되었다. 이를 계기로 명상을 중시하던 새로운 종파들과 '배움' 또는 '학문'을 의미하는 교(敎)라는 용어로 설명되는 기존의 종파들 사이에서 긴장이 발달하였다. 고려의 불교계는 선불교와 이 종파들 사이의 상호 이해와 화해를 이루기 위한 노력이 필요하다고 여겼다.

#### 지눌
고려 시대의 선불교에서 가장 중요한 인물은 불교 개혁 운동을 전개한 승려인 지눌이었다. 지눌이 살던 시대에 고려 시대의 승가는 외적인 모습과 교리의 내적인 문제들에서 촉발된 위기에 있었다. 불교는 점을 치고 세속적인 노력의 성공을 위한 기도와 의식을 제공하는 등 세속적인 성향과 관여에 의해 오염된 것으로 보았다. 이러한 인식된 부패는 의심스러운 동기를 가진 많은 승려와 비구니들을 만들어냈다고 보았다. 따라서 불교의 교정, 부흥, 그리고 질적인 개선은 그 시기의 불교 지도자들에게 중요한 문제였다.
지눌은 그가 "삼매와 반야로 대표되는 사회"라고 불렀던 한국의 선불교 안에서 새로운 운동을 설립하고자 했다. 그러한 운동의 목표는 깊은 산 속에서 규율이 있고 순수한 수행자들의 새로운 공동체를 설립하는 것이었다. 그는 결국 순수 수행의 새로운 중심지로서 전라남도 순천시에 위치한 조계산에 송광사를 설립함으로써 이 임무를 완수했다.
지눌의 작품들은 선학과 실천의 방법론에 대한 철저한 분석과 재구성으로 특징지어진다. 그는 교리 교육과 선 실천에 똑같이 중점을 두었다. 선불교에서 오랫동안 끓어오르고 지눌로부터 특별한 주목을 받은 한 가지 주요 쟁점은 실천에서의 '점진적'인 방법과 '급진적'(돈오돈수)인 방법 사이의 관계였다. 지눌은 이러한 주제에 대한 다양한 중국 불교계의 처리 방식, 가장 중요하게는 규봉종밀(圭峰宗密)과 대혜종고(大慧宗杲)에 의한 처리 방식을 바탕으로 비교적 간결하고 접근하기 쉬운 몇몇 텍스트에서 개요를 설명한 '급진적인 깨달음 뒤에 오는 점진적인' 격언인 보조선(普照禪)을 만들었다. 지눌은 대혜종고의 관화(觀和, "비판적인 구절을 관찰하는 것")를 그의 실천에 포함시켰다. 이러한 명상의 형태는 오늘날 한국의 선불교에서 가르치는 주요 방법이다. 지눌의 선교 갈등에 대한 철학적 해결은 한국 불교에 깊고 지속적인 영향을 미쳤다.

#### 혜심
지눌의 제자인 혜심(慧諶)은 화두 수행을 더욱 강조하였다. 그는 《선문염송》(禪門拈頌, 1226년)에 1,125칙에 달하는 선문공안을 모았다. 여성의 불교 수행은 구호나 금언(수트라) 읽기에 그친 반면에 혜심은 남성 수행자들에게 화두 수행을 장려하였다.

#### 조계종
한국의 선불교 계열에 속하는 종파인 조계종이 한국 불교에서 지배적인 형태가 된 것은 지눌 시대였는데 이러한 지위는 현재까지도 유지되고 있다. 보우는 중국에서 임제종의 교리를 배우고 고려로 돌아와서 구산문을 통합했다. 이후 몇 세기 동안에 걸쳐 혜근, 보우, 기화, 휴정 등 중요한 선불교 계열 승려들이 등장했는데 이들은 지눌에 의해 확립된 한국 명상 불교의 기본 틀을 지속적으로 발전시켜 나갔다.

### 조선 시대 (1392년 ~ 1897년)

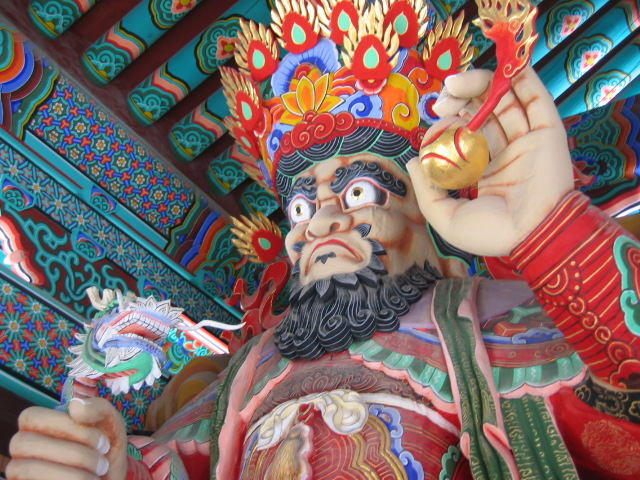
한국의 불교 사원에 건립된 사천왕 조각상

#### 억압
고려 말기와 조선 시대 동안 조계종은 학파와 결합되었는데 성리학을 수용하는 지배층 아래에서 영향력을 잃었다. 숭유배불을 내세운 조선 왕조가 수립된 이래 불교는 500년 동안 점진적으로 억압되었다. 사찰의 수가 줄어들었고 승가 회원 제한이 도입되었으며 승려와 비구니들은 문자 그대로 산으로 쫓겨 들어가 사회와 섞이는 것이 금지되었다. 조선 시대의 불교는 처음에 선(禪)과 교(敎)로 압축되었고 마침내 선이라는 단일 종파로 더 축소되었다.
기화(己和)는 불교를 옹호하는 중요한 논문인 《현정론》(顯正論)을 저술했다. 그는 초기 철학자들의 전통에서 체용(體用)과 화엄(華嚴)에 기반한 사사무애법계(事事無礙法界, 현실의 각 존재가 서로 원융상즉(圓融相卽)한 연기관계(緣起關係)에 있는 세계)를 적용했다.
조선 시대에 불교 사원의 숫자는 수백 곳에서 36곳으로 떨어졌다. 승가에 들어가는 데 있어서 불교도의 수, 토지 면적 그리고 나이에 제한이 있었다. 마지막 제한이 있었을 때에 승려와 비구니들은 도시에 출입하는 것이 금지되었다. 불교 양식을 띤 장례식, 심지어 구걸은 불법이었다. 몇몇 통치자들은 더 억압적인 규제들을 일시적으로 풀었다. 이들 가운데 가장 주목할 만한 것은 문정왕후였다. 문정왕후는 보우(普雨)에 대한 깊은 존경심을 가졌고 보우를 선불교의 수장으로 임명했다.

#### 휴정
조선 시대의 승려들은 1592년부터 1598년 사이에 일어난 임진왜란 시기에 조선을 침공한 왜군을 물리치는 데에 도움을 주었다. 유격대를 조직한 승려들은 조선 각지에서 중요한 성공을 누렸다. 의승(義僧) 운동은 선법사이자 다수의 중요한 종교 서적의 저자인 휴정에 의해 주도되었다. 승려들이 조직한 의병의 존재는 결국 왜군을 쫓아내는 데에 중요한 요인이었다.
휴정은 불교의 교리 연구와 수행의 통일을 위해 노력했는데 신라의 원효, 고려의 지눌, 조선의 기화에게서 영향을 강하게 받았다. 그는 조선 불교계 부흥의 중심 인물로 여겨졌고 현대 한국 선불교의 대부분 주요 흐름은 그의 제자였던 4명의 승려인 사명대사 유정(泗溟大師 惟政), 언기(彦機), 태능(太能), 일선(一禪)을 통해 그의 가르침을 거슬러 올라간다.

#### 조선 후기
휴정 시대부터 19세기 후반에 이르기까지 300년 동안에 걸쳐 조선의 불교는 크게 변하지 않았다. 조선 후기의 불교는 화엄학의 부흥을 보았는데 정토 불교의 부흥도 있었다.

### 대한제국 (1897년 ~ 1910년)과 일제강점기 (1910년 ~ 1945년)
대한제국 수립과 함께 한국의 근대화를 위한 광무개혁이 시작되었다. 대한제국은 1910년에 일본 제국에 합병되면서 소멸되었다.
한국의 승려들은 불교의 학문적 연구를 위해 일본으로 여행을 갔는데 그곳에서 그들은 서양의 사상을 그들의 학문에 소개한 일본의 학자들로부터 영향을 받았다. 그러한 한국의 승려들을 통해 서양의 사상이 한국 불교에도 소개되었고 승려와 학자들 사이에 분기점이 생겼다.

### 한국의 분단 (1945년 ~ 현재)
제2차 세계 대전에서 한반도를 지배하고 있던 일본 제국이 패망한 이후에 유엔은 한반도를 신탁 통치령으로 삼으려고 했다. 이 과정에서 북위 38도 이북 지역은 소련이, 이남 지역 지역은 미국이 각각 관리하는 계획을 세웠다. 냉전의 등장은 1948년에 대한민국(남한)과 조선민주주의인민공화국(북한)이라는 2개의 분리된 정부의 수립이라는 결과를 낳았다.

#### 현대 한국의 선불교
20세기 중반부터 대한민국에서는 불교가 서양에서 전파된 기독교와의 경쟁을 벌였다. 또한 조선민주주의인민공화국에서는 무신론을 앞세운 사회주의 체제의 영향에 따라 종교 활동이 억압의 대상이 되었다. 대한민국에서 선불교는 오늘날에도 다수의 주요 사찰에서 계속 수행되고 있으며 동국대학교에서 교육의 대상으로 여겨지고 있다. 선불교 계열에 속하는 대한불교조계종은 대한민국에서 가장 큰 불교 종파이기도 하다.
1980년대에 이르러 대한민국의 불교계에서는 선불교의 계몽 방식을 두고 '급진파'와 '점진파' 간의 논쟁이 일어났다. 지눌 이내로 한국의 선불교는 '갑작스러운 깨달음, 점진적인 함양'이라는 표어에 실천과 학문의 통합을 기반으로 하고 있다. 현대 한국의 선불교의 거장으로 여겨지는 성철은 '갑작스러운 깨달음, 급진적인 함양'이라는 표어를 부활시켰는데 이는 당나라의 승려인 혜능의 교리에 기반한다. 이러한 논쟁에서 조계종의 3대 종찰은 성철과 일치하는 입장을 취하고 있다.

## 미국으로의 전파

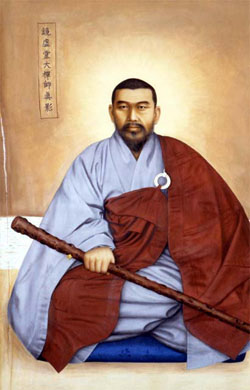
경허

한국의 선불교는 숭산 승려에 의해 미국에 전파되었다. 그는 서울에서 불교 사찰 수도사로 활동했고 홍콩과 일본에서 살다가 1972년에 영어를 전혀 모르는 상태에서 미국으로 이주했다. 로스앤젤레스로 가는 비행기에서 한국계 미국인 승객이 그에게 숭산의 관음스쿨 본부가 위치한 로드아일랜드주 프로비던스에 위치한 세탁소에 일자리를 제안했다.
숭산은 프로비던스에 도착한 이후에 학생들을 끌어 모았고 프로비던스 젠 센터(Providence Zen Center)라는 선불교 사원을 설립했다. 관음스쿨은 6개 대륙에 100개 이상의 젠 센터를 두고 있다. 또 다른 한국인 선불교 승려인 삼우는 1971년에 캐나다 토론토에 선불교 사원을 설립했다. 그는 미국 미시간주 앤아버, 시카고, 뉴욕, 멕시코 멕시코시티에 사원을 설립한 불교 협회의 회장을 역임했다.
20세기 초반에 경허 승려는 한국의 선불교에 활력을 불어넣었다. 제2차 세계 대전 말기에 그의 제자인 만공은 깨달음을 통한 평화를 장려하기 위해 계보 불법을 전세계에 전파해야 한다고 선언했다. 결과적으로 그의 법을 배운 제자인 혜암은 계보 불법을 미국에 가져왔다. 혜암의 법을 배운 제자인 묘봉은 1976년에 웨스턴 선 아카데미를 설립했고 그의 한국인 제자인 포화 승려는 1994년에 포토맥 젠 상하, 페이트리아클 젠 소사이어티, 볼티모어 젠 센터와 같은 미국의 다양한 선불교 센터들을 포함하는 월드 젠 펠로우십을 설립했다.

## 참고 문헌
- Buswell, Robert E. (1991년a). 《Tracing Back the Radiance: Chinul's Korean Way of Zen》 (영어). University of Hawaii Press. ISBN 0824814274.
- Buswell, Robert E. (1991년b). 《The "Short-cut" Approach of K'an-hua Meditation: The Evolution of a Practical Subitism in Chinese Ch'an Buddhism. In: Peter N. Gregory (editor)(1991), Sudden and Gradual. Approaches to Enlightenment in Chinese Thought》 (영어). Delhi: Motilal Banarsidass Publishers Private Limited.
- Buswell, Robert E. (1993년). 《The Zen Monastic Experience: Buddhist Practice in Contemporary Korea》 (영어). Princeton University Press.
- Buswell, Robert E. (1993년). 《Ch'an Hermeneutics: A Korean View. In: Donald S. Lopez, Jr. (ed.)(1993), Buddhist Hermeneutics》 (영어). Delhi: Motilal Banarsidass.
- Keown, Damien; Prebish, Charles S. (2007년). 《Encyclopedia of Buddhism: Sŏn Buddhism (Korean Zen)》 (영어). Routledge.
- Kim, Jinwung (2012년). 《A History of Korea: From "Land of the Morning Calm" to States in Conflict》 (영어). Indiana University Press.
- Lachs, Stuart (2012년). 《Hua-t'ou : A Method of Zen Meditation》 (PDF) (영어).
- Marshall, R. Pihl (1995년). “Koryŏ Sŏn Buddhism and Korean Literature” (PDF). 《Korean Studies》 (영어) 19 (1): 62-82. doi:10.1353/ks.1995.0007. S2CID 144954293.
- Park, Jin Y. (2010년). 《Makers of Modern Korean Buddhism》 (영어). SUNY Press.
- Sorensen, Henrik Hjort (1983년). “The Life and Thought of the Korean Sŏn Master Kyŏnghŏ”. 《Korean Studies》 (영어) 7: 9-33.
- Vong, Myo (2008년). 《Cookies of Zen》 (영어). Seoul, South Korea: EunHaeng NaMu. ISBN 978-89-5660-257-8.
- Lachs, Stuart (2012년). 《Hua-t'ou : A Method of Zen Meditation》 (PDF) (영어).